# Ralph Calland
Ralph Calland (5 tháng 7 năm 1916 – tháng 8 năm 2005) là một cầu thủ bóng đá người Anh, thi đấu ở vị trí hậu vệ cho Torquay United. Ông sinh ra ở Lanchester, County Durham.